# Volker Zotz
Volker Zotz (Landau in der Pfalz, 28 ottobre 1956) è un filosofo, orientalista e storico delle religioni austriaco, autore in particolare di significativi contributi relativi alla filosofia buddhista.

## Biografia
Zotz studiò filosofia all'Università di Vienna. Nel 1989 si trasferì in Giappone, dapprima nel Kansai e a Kyōto, come lettore per l'università di Kyōto e poi a quella di Tokyo. Nel 1999 venne nominato professore all'Università del Lussemburgo. È autore di circa 200 pubblicazioni, tra articoli scientifici, saggi, opere divulgative.
È sposato con Birgit Zotz.

## Opere principali
- Maitreya. Kontemplationen über den Buddha der Zukunft. (1984) ISBN 3-87998-054-3
- Maitréja. Elmélkedések a jövö Buddhájáról. (1986)
- Freiheit und Glück. Buddhas Lehren für das tägliche Leben. (1987), ISBN 3-8138-0090-3
- André Breton, Reinbek bei Hamburg, Rowohlt, (1990), ISBN 3-499-50374-3
- Erleuchtung im Alltag. (1990), ISBN 3-8138-0175-6
- Buddha, Reinbek bei Hamburg, Rowohlt, (1991), ISBN 3-499-50477-4
- Der Buddha im Reinen Land. Shin-Buddhismus in Japan, München, Diederichs, (1991), ISBN 3-424-01120-7
- Geschichte der buddhistischen Philosophie, Reinbek bei Hamburg, Rowohlt (1996), ISBN 3-499-55537-9.
- Mit Buddha das Leben meistern. Buddhismus für Praktiker, Reinbek bei Hamburg, Rowohlt, (1999), ISBN 3-499-60586-4
- Konfuzius. (2000), Reinbek bei Hamburg, Rowohlt, ISBN 3-499-50555-X
- Auf den glückseligen Inseln. Buddhismus in der deutschen Kultur, Berlin, Theseus, (2000), ISBN 3-89620-151-4
- con Friederike Migneco, Totus tuus. Marianisches Lesebuch zur Luxemburger Muttergottes-Oktave, Luxembourg, Kairos Edition(2004), ISBN 2-9599829-9-1
- Die neue Wirtschaftsmacht am Ganges, Heidelberg, Redline Wirtschaft, (2006), ISBN 3-636-01373-4
- Buda, Maestro de Vida. (2006), ISBN 84-95881-87-X
- Konfuzius für den Westen. Neue Sehnsucht nach alten Werten, Frankfurt, S.Fischer, (2007), ISBN 978-3-502-61164-6
- Die Suche nach einem sozialen Buddhismus, Luxembourg, Kairos Edition (2007), ISBN 2-9599829-6-7
- Historia Filozofii Buddyjskiej. (2007) ,ISBN 978-83-7318-878-5
- Business im Land der aufgehenden Sonne, Heidelberg, Redline Wirtschaft (2008), ISBN 978-3-636-01449-8
- Kamasutra im Management. Inspirationen und Weisheiten aus Indien, Frankfurt, Campus, (2008), ISBN 978-3-593-38515-0